# Janio Pósito
Janio Carlo Pósito Olazábal (Pítipo, Perú; 10 de octubre de 1989) es un futbolista peruano. Juega como delantero y su equipo actual es el Club Sport Huancayo de la Liga 1 del Perú.

## Trayectoria
Debutó en Sporting Cristal en el 2007 en un partido ante Cienciano, permaneciendo dos años en el club, fue parte del equipo que clasificó a la Copa Libertadores 2009. Además, jugó al lado de José Carvallo, Christian Ramos y Yoshimar Yotún, quienes fueron mundialistas en la Copa Mundial de Fútbol de 2018. Tuvo un paso corto por el Coronel Bolognesi y luego fue prestado al Carlos A. Mannucci. Posteriormente, jugó la primera edición del Torneo de Promoción y Reserva con Cristal.

### José Gálvez
En 2011 jugó en José Gálvez, donde ganó el Torneo Intermedio 2011 y la Segunda División Peruana 2011. En la temporada 2012, firmó por Los Caimanes, equipo con el que logró el ascenso al Campeonato Descentralizado 2014 tras lograr el título de Segunda en 2013. Sin embargo, solo duró un año en Primera División ya que descendió de categoría.

### Comerciantes Unidos
A mediados del 2016 llega a Comerciantes Unidos donde anota 2 goles en 8 partidos, en este club consigue su primera clasificación a la Copa Sudamericana 2017.

### Sport Rosario
En el 2017 llega al el recién ascendido Sport Rosario, consiguiendo una histórica clasificación a la Copa Sudamericana 2018. Además, fue el máximo goleador de su equipo con 12 goles.

### Alianza Lima
El 4 de enero del 2018 llega  Club Alianza Lima. Hizo dos goles importantes ante Melgar que permitieron clasificar a la Copa Libertadores.

### FBC Melgar
EL 4 de enero del 2019 llega al  FBC Melgar para la Copa Libertadores.

### Universidad Técnica de Cajamarca (UTC)
Llega a la UTC, después de un rendimiento irregular en el Foot Ball Club Melgar durante el Torneo Apertura 2019.

### Cusco FC
Para el 2020 por el Cusco FC para la Sudamericana.

### Ayacucho FC
Para el 2021 por el Ayacucho FC para la Copa CONMEBOL Libertadores

## Clubes
| Club                       | País                | Año                 | PJ  | Goles |
| -------------------------- | ------------------- | ------------------- | --- | ----- |
| Sporting Cristal           | Perú                | 2007 - 2008         | 7   | 0     |
| Coronel Bolognesi          | Perú                | 2009                | 0   | 0     |
| Carlos A. Mannucci         | Perú                | 2009 - 2010         | -   | -     |
| José Gálvez                | Perú                | 2011                | 24  | 4     |
| Los Caimanes               | Perú                | 2012 - 2016         | 85  | 31    |
| Comerciantes Unidos        | Perú                | 2016                | 8   | 2     |
| Sport Rosario              | Perú                | 2017                | 41  | 12    |
| Alianza Lima               | Perú                | 2018                | 28  | 9     |
| FBC Melgar                 | Perú                | 2019                | 9   | 1     |
| Univ. Técnica de Cajamarca | Perú                | 2019                | 12  | 2     |
| Cusco FC                   | Perú                | 2020                | 18  | 4     |
| Ayacucho FC                | Perú                | 2021                | 25  | 5     |
| Deportivo Binacional       | Perú                | 2022                | 28  | 15    |
| ADT                        | Perú                | 2023 - 2024         | 66  | 23    |
| Sport Huancayo             | Perú                | 2025                | 3   | 2     |
| Total en su carrera        | Total en su carrera | Total en su carrera | 364 | 110   |

## Palmarés
| Título                    | Club         | País | Año  |
| ------------------------- | ------------ | ---- | ---- |
| Torneo Intermedio         | José Gálvez  | Perú | 2011 |
| Segunda División del Perú | José Gálvez  | Perú | 2011 |
| Segunda División del Perú | Los Caimanes | Perú | 2013 |